# Yūto Horigome
Yūto Horigome (japonès: 堀米 雄斗)  (Kōtō, 7 de gener de 1999) és un patinador de monopatí japonès. Va guanyar la medalla d'or en la modalitat de carrer masculina als Jocs Olímpics d'Estiu de 2020 a Tòquio, i va convertir-se en la primera persona a guanyar una medalla d'or en aquest esport en uns Jocs Olímpics. Als Jocs Olímpics d'Estiu de 2024 a París va tornar a erigir-se amb la medalla d'or en la mateixa especialitat.

## Trajectòria

### Inicis en l'esport
Yūto Horigome juntament amb els seus dos germans menors van néixer a Tòquio i són fills del taxista i expatinador de carrer Ryota Horigome. Ryota Horigome va ensenyar al seu fill Yūto a patinar abans que pogués caminar. Als set anys Yūto ja sovintejava el Murasaki Sport's Park de Tòquio, on va passar llargues estones practicant tota mena de trucs i perfeccionant les seves habilitats. Als 12 anys va decidir que volia ser un patinador professional i va continuar entrenant sense aturador, animat pels seus referents Mike Carroll, Gino Iannucci, Eric Koston, Guy Mariano, Shane O'Neill i Paul Rodriguez.
Als 14 anys, Horigome va començar a viatjar als Estats Units d'Amèrica per a patinar fins que finalment es va establir a Los Angeles als 16 anys, on resideix actualment. L'animada cultura del monopatí de carrer de Califòrnia va permetre a Horigome continuar practicant i participant en concursos de skate. Horigome va acabar en 2n lloc al Wild in the Parks organitzat per Volcom i The Berrics. Un any després va competir en les eliminatòries de Tampa Am i va acabar en primer lloc. El 2015, mentre residia a Los Angeles, Horigome va filmar alguns trucs amb l'skater canadenc Micky Papa. Horigome es va unir a l'equip de Blind Skateboards aquell any i hi va romandre fins al gener de 2019.
Horigome va debutar professionalment a l'Street League Skateboarding (SLS) el maig del 2017 a Barcelona. Va quedar en tercer lloc amb una medalla de bronze amb 18 anys, essent el més jove dels tres medallistes. Un any més tard, Horigome es va trobar de nou al podi a Londres, Los Angeles i Huntington Beach, aquesta vegada guanyant l'or a les tres competicions i fent història com el primer atleta japonès a guanyar el primer lloc en un campionat de l'SLS.
El maig de 2019 Horigome es va unir a April Skateboards, propietat del patinador professional Shane O'Neill. Aquell mateix any va guanyar dues medalles d'or i un bronze als X Games a Xangai i Minneapolis. April Skateboards va produir The Yuto Show!, en què mostra les seves habilitats sobre la taula en un vídeo de 3 minuts de durada. Horigome va acabar el 2019 guanyant la plata contra el tres cops campió Nyjah Huston al Campionat del Món a São Paulo. Horigome va ser nomenat «Patinador de l'any» als Japan Action Sports Awards el 2017 i el 2018.

### Jocs Olímpics d'Estiu de 2020
Abans dels Jocs Olímpics d'Estiu de 2020, Horigome ocupava el segon lloc en la modalitat de carrer del rànquing mundial de monopatí olímpic de World Skate (WS) el juny de 2019, amb 62.480 punts. En aquell moment, Nyjah Huston encapçalava el rànquing amb 67.080 punts. Com que els Jocs es van ajornar durant un any i el nombre d'esdeveniments de skateboarding el 2020 es va reduir significativament a causa de la pandèmia de COVID-19, el rànquing olímpic de WS del juny de 2021 va incloure els punts obtinguts de les proves de la temporada de l'1 de gener al 30 de setembre de 2019, i de la temporada de l'1 d'octubre de 2019 al 30 de juny de 2021. En el Campionat del Món del 2021 Horigome va aconseguir endur-se l'or per davant de Nyjah Huston, però Horigome es va mantenir en segona posició, amb 249.200 punts, per darrere dels 269.900 punts de Huston al rànquing olímpic.
Als Jocs Olímpics del 2020 Horigome va mostrar una de les millors actuacions de la seva carrera rebent 9.03, 9.30, 9.35 i un sorprenent 9.50 amb el seu últim nollie backside 270 amb un total de 37.18. Guanyar l'or en la primera ocasió que el monopatí de carrer era un esport olímpic, va consolidar Yūto Horigome com un dels millors patinadors del món.

### Jocs Olímpics d'Estiu de 2024
Després dels Jocs Olímpics, Horigome va guanyar l'or als X Games de Chiba, que van ser els primers X Games celebrats al Japó (abril de 2022). A Més endavant, va continuar batent rècords, convertint-se en el primer patinador japonès a guanyar el prestigiós campionat Tampa Pro (març de 2023). També va vèncer en dues etapes de l'Street League, a Seattle (agost de 2022) i Tòquio (agost de 2023). A finals de 2023, va endur-se el premi al millor truc de l'any, entregat per l'SLS.
Va classificar-se per a la competició d'street de París 2024 després d'obtenir la 1a plaça en el classificatori de Budapest. A la capital francesa va renovar l'or olímpic obtingut al seu país, a més de batre el rècord de la millor puntuació en una ronda de trucs (97,08 punts) del torneig olímpic.